# Textuursynthese

Het genereren van een grotere textuur op basis van een kleinere textuur. De getoonde techniek wordt Image Quilting genoemd.

Textuursynthese is het construeren van een textuur op basis van een bestaande textuur door gebruik te maken van de kenmerken van die textuur (zoals patronen en kleuren). Het wordt gebruikt in computergraphics, digitale beeldbewerking en tijdens de postproductie van films.
Het doel van textuursynthese is om een afbeelding te creëren met een bepaalde grootte die lijkt op de originele afbeelding. De geproduceerde afbeelding dient geen herhalende patronen te bevatten of artefacten, zoals rare hoekjes of randen die niet naadloos in elkaar overlopen.

## Verschil met procedurele generatie
Textuursynthese verschilt van texturen die procedureel gegenereerd worden aangezien texturen bij procedurele generatie hoofdzakelijk op basis van algoritmen met parameters worden gegenereerd. Bij textuursynthese wordt er getracht om een afbeelding te produceren die lijkt op een andere afbeelding. Bij procedurele generatie kunnen wel hulpafbeeldingen gebruikt worden (zoals in het programma MaPZone van Allegorithmic) maar deze worden gebruikt bij het procedureel construeren van een afbeelding; de uiteindelijke afbeelding kan volledig verschillen van de gebruikte hulpafbeelding(en).

## Kenmerken van texturen
Texturen kunnen geclassificeerd worden aan de hand van hun kenmerken:
- stochastische texturen: deze texturen lijken op een vorm van ruis (zoals een foto van zand).
- reguliere texturen: deze bevatten een regelmatige structuur (zoals een tegelvloer of een muur van bakstenen).

Daarnaast zitten veel texturen tussen deze twee uitersten in: deze zijn zowel regulier als stochastisch.
Enkele voorbeelden: